# Club Atlético Grau
Il Club Atlético Grau, noto semplicemente come Atlético Grau, è una società calcistica peruviana, con sede nella città di Piura. Milita nella Liga 1, la massima serie del campionato peruviano di calcio.

## Storia
Il club è stato fondato il 5 giugno 1919 con il nome di Club Miguel Grau da Guillermo Herrera in Calle Tacna a Piura, accanto alla casa natale dell'eroe di guerra peruviano Miguel Grau Seminario. Il club è uno dei più antichi del Perù e rientra tra i fondatori della prima lega provinciale della regione, la Liga Provincial de Fútbol de Piura del 1922, nella quale ha giocato fino al 1965. Uno dei suoi risultati più importanti è stato quello di contribuire con nove giocatori alla medaglia d'oro Nazionale di calcio del Perù che partecipò al torneo di calcio dei Giochi Bolivariani del 1961.

### Era amatoriale (1922-1965)
Negli anni '30, l'Atlético Grau divenne noto come Los Acadómicos, vincendo diversi titoli tra il 1928 e 1934. Ma il ciclo migliore nella storia del club fu interrotto negli anni '50 quando subì la retrocessione in Seconda Divisione.
Nel 1959 il club ritornò in prima divisione.
Nel 1966, durante la presidenza di Orlando Balarezo Calle, la società ricevette un invito dalla Federcalcio peruviana a partecipare al primo Torneo Decentralizzato, insieme a squadre di calcio tradizionali come Melgar , Alfonso Ugarte de Chiclín e Octavio Espinoza. Il 14 agosto 1966, il club fece il suo debutto nel Descentralizado, battendo gli storici rivali dell'Alianza Lima per 1-0. In quel torneo riuscì a rimanere in Prima Divisione risultando il migliore piazzato tra le squadre invitate. La loro permanenza nella Liga 1 durò fino al 1970, quando retrocedettero insieme al Deportivo SIMA de Callao.
Nel 1972 l'Atlético Grau, vinse la Copa Perú, allora seconda divisione, dopo aver sconfitto Deportivo Carsa, Cienciano, León de Huánuco, Deportivo Junín e Cultural Juanjuí a La Finalísima. La squadra rimase in prima divisione per quattro anni, terminando ogni stsgione in posizioni di metà classifica, prima di retrocedere nel 1975 dopo essere arrivata ultima al 18º posto con soli 22 punti.

### Avventure in massima serie

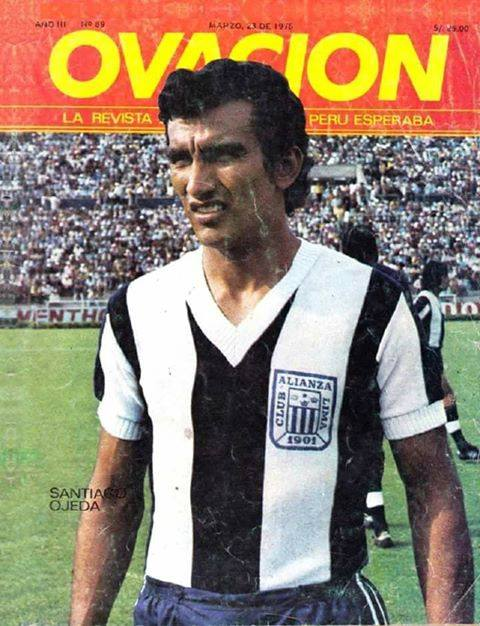
Santiago Ojeda, giocatore dell'Atletico Grau dal 1969 al 1970.

L'Atlético Grau raggiunse la fase finale a gironi una seconda volta nel 1982, dove finì 2º dietro all'Atlético Torino di Piura, a parità di punteggio con una differenza reti di sole tre reti.
Il ritorno del club in prima divisione, avenne nel 1986 su invito della FPF.
In quel periodo il campionato peruviano vedeva la partecipazione di 40 squadre. Le squadre erano divise in tornei regionali in cui le squadre meglio classificate si sarebbero qualificate alla fase nazionale, giocata da 16 squadre. Le uniche due campagne memorabili furono il 1986, quando il club raggiunse il principale torneo nazionale e finì terzo nel suo girone, così come la stagione finale nel 1991, dove finì per essere retrocesso al Torneo Zonale del 1992.

### Crisi e ritorno in massima serie
Nel 2004 l'Atlético Grau si è fuso l'Est. de Medicina, di Ica, campione della Copa Perú del 2000. Durante la fusione il club era conosciuto come Grau-Estudiantes e giocava con i classici colori dell'Atlético Grau, ovvero il rosso e il giallo. La nuova squadra non fu riconosciuta valida dalla maggioranza dei membri votanti del club che schierarono una squadra alternativa dell'Atlético Grau nella Copa Perú quello stesso anno. La fusione è durata solo per la prima metà della stagione 2004 del Torneo Descentralizado, poiché la FPF non ha riconosciuto la fusione come legale. Tuttavia, l'Estudiantes de Medicina ha mantenuto la stessa divisa per l'ultima metà del torneo dopo la fine della fusione e durante la quale è retrocesso.
Nel 2009 ha partecipato alla neonata Piura Superior League, essendo il suo primo campionato, ma è stato eliminato nella Fase Regionale dall'Atlético Torino. L'anno successivo è stato eliminato nella Fase Nazionale dal Comerciantes Unidos mentre nella Copa Perú 2011 è stato eliminato anche nella stessa fase ma questa volta dall'UTC de Cajamarca.
Nella stagione 2012 della Copa Perú, sono stati eliminati nella fase regionale dopo essere stati superati nel loro girone dall'Acadómicos Alfred Nobel. Poi sarebbe stato escluso dal torneo dei Regionale nel 2013 e 2014 e 2015, quest'ultimo eliminato dal Defensor La Bocana che si laureò vincitore della Copa Perú.
Nel 2016, con autorità, sarebbe stato campione del Dipartimentale di Piura, con questo si qualificò per la Coppa del Perù , ma sarebbe stato eliminato nella prima fase e sarebbe stata una delusione per l'aspettativa generata.

### Rinascita e ritorno in massima serie
Nel 2017, il club dopo aver vinto il campionato dipartimentale, avanza nella Fase Nazionale dove termina primo e si classifica così direttamente alla seconda fase, dopo la vittoria contro Carlos Stein avanzare al terzo turno dove riuscirà a eguagliare il risultato dell'andata dove perse 4-0, al ritorno vinse 0-4 contro José María Arguedas, dopodiché si qualificherà per la finale del Quadrangolare. al miglior risultato nella Fase Nazionale, dove si classificherà secondo dietro al Deportivo Binational del GF, qualificandosi così per la sua prima partecipazione alla nuova Segunda División.

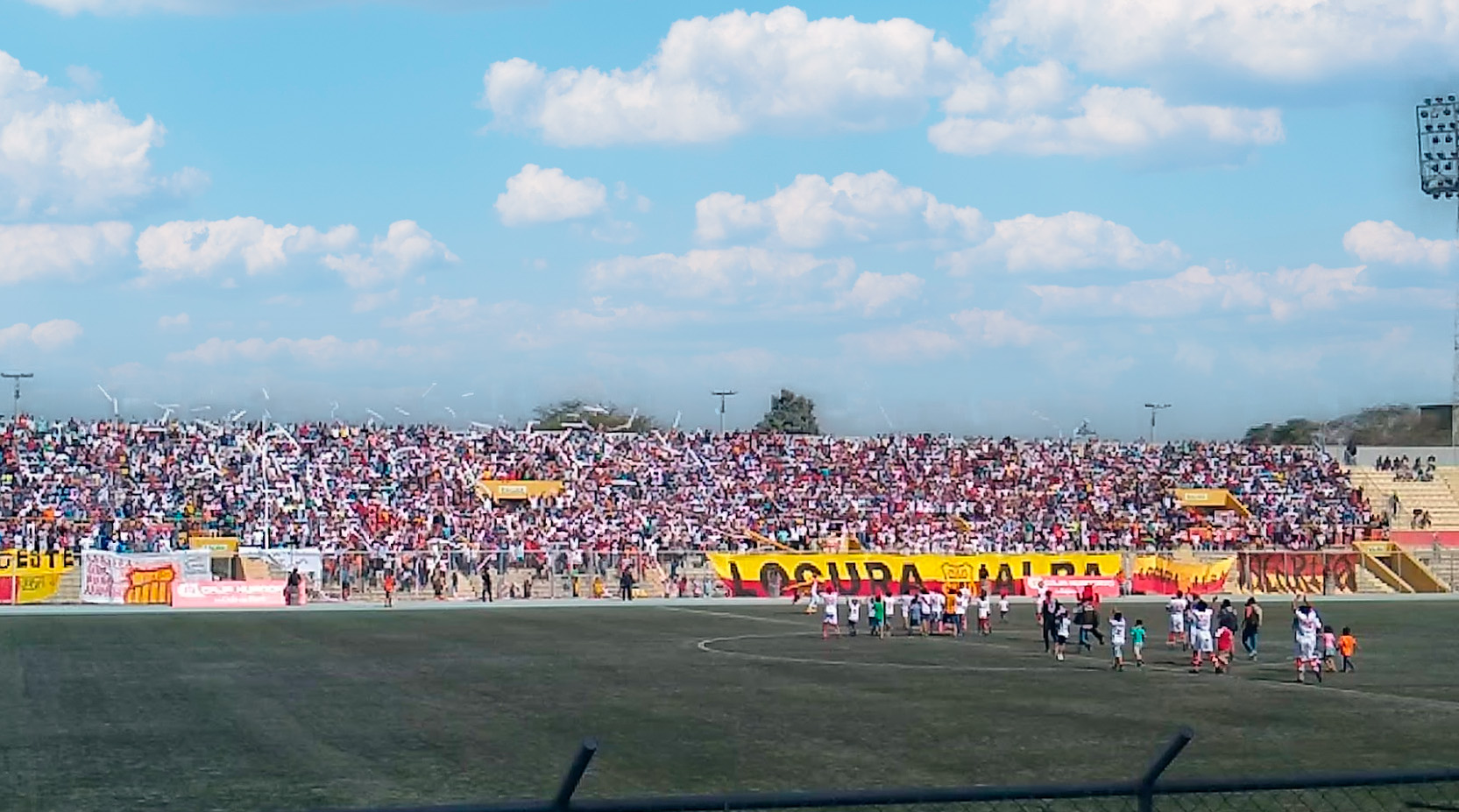
Atlético Grau in un match allo Stadio Miguel Grau nel 2022.

Nel 2018, alla sua prima stagione in seconda serie, ottenne buoni risultati, restando imbattuto in casa per tutta la durata della stagione. Imbattibilità che gli valse un posto tra le prime 8.
Tuttavia la il club si ferma al primo turno play-off, perdendo per in totale di 6-3 contro Carlos A. Mannucci.
Nel 2019 con il nuovo format della Liga 2, dopo la partenza di 2 squadre aumenta le sue possibilità del club di piazzarsi tra le prime 8. Possibilità che aiutarono il club a classificarsi secondo, eliminando agli ottavi di finale l'UTC ai rigori 7-6. Per poi eliminate lo Sporting Cristal sempre ai rigori, stavolta per 5-3. Alla semifinale il doppio duello vinto con il Deportivo Coopsol per un totale un totale di 2-7, raggiungendo così la finale contro lo Sport Huancayo, vinta ai tiri di rigore. Dopo 28 anni l'Atlético Grau fa ritorno in massima serie.
Nel pomeriggio del 28 novembre è retrocesso in Lega 2 2021 e la notte del 9 ottobre è tornato nuovamente per la Lega 1 2022.

## Palmarès

### Competizioni nazionali
- Segunda División: 1

2021

### Competizioni regionali
- Lega dipartimentale di San Martín de Porres: 13

1971, 1980, 1981, 1984, 1997, 2000, 2001, 2002, 2003, 2009, 2010, 2016, 2017

## Strutture

### Stadio
Il club disputa le gare interne allo Stadio Miguel Grau nel quartiere di Miraflores. Prende il nome dal più grande eroe peruviano e fu inaugurato l'8 giugno 1958, in una partita tra Alianza Lima e Universitario, terminata 1-1, valida per il centesimo "classico" della storia. Lo Stadio ha subito diversi lavori di ristrutturazione che ne hanno modificato l'aspetto iniziale. L'ultima ristrutturazione è avvenuta in vista della Copa América 2004, tenutasi a luglio, con l'ampliamento ad una capacità di 25.000 spettatori. Ha anche ospitato la Coppa del Mondo Under-17 tenutasi in Perù tra i mesi di settembre e ottobre 2005.
Dispone di quattro stand con tutti i comfort necessari per godersi un evento di prima classe, oltre a un'impressionante illuminazione artificiale e una moderna lavagna elettronica. Lo stadio è dotato di quattro torri faro e ciascuna raggiunge i 1000 lux. Viene utilizzato principalmente dal club dell'Atlético Grau in Liga 1 e in alcune occasioni, dall'Alianza Atlético nelle partite della Copa Sudamericana e della Copa Movistar.

## Organico
Aggiornato al 31 gennaio 2024.
| N. |                      | Ruolo | Calciatore               |
| -- | -------------------- | ----- | ------------------------ |
| 1  | Perù (bandiera)      | P     | Patricio Álvarez         |
| 2  | Perù (bandiera)      | D     | Álvaro Ampuero           |
| 4  | Perù (bandiera)      | D     | Anthony Rosell           |
| 6  | Perù (bandiera)      | D     | Elsar Rodas              |
| 7  | Perù (bandiera)      | A     | Ray Sandoval             |
| 8  | Perù (bandiera)      | C     | Diego Soto               |
| 10 | Perù (bandiera)      | C     | Paulo de la Cruz         |
| 11 | Argentina (bandiera) | A     | Neri Bandiera            |
| 12 | Perù (bandiera)      | P     | Fernando Cavalier        |
| 13 | Argentina (bandiera) | D     | Daniel Franco (capitano) |
| 14 | Perù (bandiera)      | C     | Luis Álvarez             |
| 15 | Perù (bandiera)      | D     | Jeremy Rostaing          |

| N. |                      | Ruolo | Calciatore       |
| -- | -------------------- | ----- | ---------------- |
| 16 | Perù (bandiera)      | D     | Fabio Rojas      |
| 17 | Perù (bandiera)      | A     | Nicolás Figueroa |
| 18 | Perù (bandiera)      | A     | Franklin Godos   |
| 23 | Perù (bandiera)      | C     | Freddy Oncoy     |
| 25 | Perù (bandiera)      | C     | Oslimg Mora      |
| 27 | Argentina (bandiera) | D     | Rodrigo Tapia    |
| 29 | Argentina (bandiera) | D     | Benjamín García  |
| 77 | Uruguay (bandiera)   | A     | Mauro Da Luz     |
|    | Perù (bandiera)      | C     | Leonel Solís     |
|    | Perù (bandiera)      | C     | Aldair Vásquez   |
|    | Perù (bandiera)      | D     | Jherson Reyes    |
|    | Perù (bandiera)      | D     | Arnold Flores    |